# 芒廷堡鎮區 (阿肯色州克勞福德縣)
芒廷堡鎮區（英語：Mountainburg Township）是位於美國阿肯色州克勞福德縣的一個行政鎮區。

## 地方資料
芒廷堡鎮區的面積為67.34平方千米，當中陸地面積為67.34平方千米，而水域面積為0.00平方千米。根據2010年美國人口普查的數據，當地共有人口1998人，而人口密度為每平方千米29.67人。